# Apanteles compressiabdominis
Apanteles compressiabdominis är en stekelart som beskrevs av You och Tong 1991. Apanteles compressiabdominis ingår i släktet Apanteles och familjen bracksteklar. Inga underarter finns listade i Catalogue of Life.